# Closer (album Josha Grobana)
Closer – multiplatynowy i najlepiej sprzedający się album amerykańskiego piosenkarza i pisarza piosenek Josha Grobana. Został wydany 11 listopada 2003 roku pod nadzorem Davida Fostera. Połowa piosenek wykonywana jest w języku angielskim, pozostałe po włosku, hiszpańsku i francusku.

## Informacje o albumie
Jest to druga płyta Josha. Artysta wierzył, że jest ona lepszym odzwierciedleniem jego osoby i że w ten sposób fani podczas słuchania będą mogli dowiedzieć się czegoś więcej o jego osobowości.

To co większość ludzi wie o mnie, wie dzięki mojej muzyce. W tym czasie próbowałem otworzyć te drzwi tak szeroko jak to możliwe. Te piosenki to wielki krok bliżej tego, kim naprawdę jestem i tego czym jest moja muzyka. Stąd tytuł (closer (ang.) – bliżej, przyp. aut.).

Album zadebiutował w zestawieniu Billboard 200 na czwartym miejscu przy sprzedaży 375 tysięcy kopii w pierwszym tygodniu. W styczniu 2004 krążek wspiął się na pierwszą pozycję w dziewiątym tygodniu obecności na liście i pozostał na niej przez 98 tygodni. Sukces ten był poprzedzony kampanią reklamową sieci Target.
Płyta jest wielkim sukcesem artysty. Zostało sprzedanych ponad 6 milionów kopii albumu w samych tylko Stanach Zjednoczonych. Krążek osiągnął trzecie miejsce na liście najlepiej sprzedających się płyt w 2004 na Billboard 200.
Cover utworu Briana Kennedy’ego "You Raise Me Up" był 73 na liście Billboard Hot 100 oraz zajął pierwsze miejsce na liście Adult Contemporary. Ponadto RIAA przyznała mu miano platyny. Piosenka "Remember When it Rained" była piętnasta na liście Adult Contemporary

## Lista utworów
| Nr  | Tytuł utworu                                    | muzyka i tekst                                  | informacje        | Długość |
| --- | ----------------------------------------------- | ----------------------------------------------- | ----------------- | ------- |
| 1.  | „Oceano”                                        | Leo Z, Andrea Sandri, Mauro Malavasi            |                   | 4:03    |
| 2.  | „My Confession”                                 | Richard Page                                    |                   | 4:56    |
| 3.  | „Mi Mancherai (Il Postino) (feat. Joshua Bell)” | Luis Bacalov, Marco Marinangeli                 |                   | 6:04    |
| 4.  | „Si Volvieras a Mi”                             | Klaus Derendorf, Mark Portmann, Claudia Brant   |                   | 4:19    |
| 5.  | „When You Say You Love Me”                      | Mark Hammond, Robin Scoffield                   |                   | 4:32    |
| 6.  | „Per Te”                                        | Marinangeli, Walter Afanasieff, Groban          |                   | 4:16    |
| 7.  | „All'improvviso Amore”                          | Foster, Paul Schwartz, Frank Musker, Kaballa    |                   | 3:38    |
| 8.  | „Broken Vow”                                    | Afanasieff, Lara Fabian                         |                   | 4:34    |
| 9.  | „Caruso”                                        | Lucio Dalla                                     |                   | 5:07    |
| 10. | „Remember When It Rained”                       | Groban, Eric Mouquet                            |                   | 4:41    |
| 11. | „Hymne à l'amour”                               | Edith Piaf, Marguerite Monnot, Geoffrey Parsons |                   | 4:04    |
| 12. | „You Raise Me Up”                               | Rolf Løvland, Brendan Graham                    |                   | 4:52    |
| 13. | „Never Let Go (feat. Deep Forest)”              | Groban, Mouquet                                 |                   | 3:52    |
| 14. | „Mi Morena”                                     | Martin Page                                     | Special Edition   | 4:39    |
| 15. | „She’s Out of My Life”                          | Tom Bahler                                      | Special Edition   | 3:46    |
| 16. | „You're the Only Place”                         | Billy Mann, Afanasieff                          | Website Exclusive | 4:55    |
| 17. | „My December”                                   | Linkin Park                                     | Website Exclusive | 5:02    |
|     |                                                 |                                                 |                   | 1:17:20 |

## Notowania
| Notowania         | Pozycja |
| ----------------- | ------- |
| Stany Zjednoczone | 1       |
| Wielka Brytania   | 91      |
| Australia         | 25      |
| Niemcy            | 13      |
| Szwajcaria        | 44      |
| Kanada            | 2       |
| Holandia          | 38      |
| Austria           | 10      |
| Nowa Zelandia     | 9       |
| Norwegia          | 2       |
| Szwecja           | 21      |
| Irlandia          | 62      |
| Francja           | 47      |

| Kraj            | Przyznający  | Certyfikat | Sprzedaż   |
| --------------- | ------------ | ---------- | ---------- |
| USA             | RIAA         | 6xPlatyna  | 6 000 000+ |
| Kanada          | Music Canada | 4xPlatyna  | 400 000+   |
| Wielka Brytania | BPI          | Złoto      | 100 000+   |
| Irlandia        | IRMA         | Złoto      | 7 500+     |
| Nowa Zelandia   | RIANZ        | Złoto      | 7 500+     |
| Australia       | ARIA         | Platyna    | 70 000+    |